# دیوید کاستانیدا
دیوید کاستانیدا (انگلیسی: David Castañeda؛ زادهٔ ۲۴ اکتبر ۱۹۸۹) یک بازیگر اهل ایالات متحده آمریکا است. وی از سال ۲۰۰۹ میلادی تاکنون مشغول فعالیت بوده‌است.
از فیلم‌ها یا برنامه‌های تلویزیونی که وی در آن نقش داشته‌است می‌توان به سولدادو، ال چیکانو و آکادمی آمبرلا اشاره کرد.